# Hornsby (Mondkrater)
Hornsby ist ein kleiner Einschlagkrater auf Mondvorderseite in der Ebene Mare Serenitatis. 
Hornsby ist ein sehr kleiner Krater im südwestlichen Teil des Mare Serenitatis. Er liegt über 100 km  von anderen nennenswerten Strukturen entfernt, in südöstlicher Richtung befindet sich der Krater Bessel.
Der Krater wurde 1973 von der IAU nach dem britischen Astronomen Thomas Hornsby offiziell benannt.